# 都有为
都有为（1936年—），浙江杭州人，中国材料学专家、磁学家，中国科学院院士。研究领域主要为磁学、磁体材料和高温超导体材料。

## 生平
1936年11月出生于浙江省杭州市。1957年毕业于南京大学物理系，后留校任教。1985年至1988年，在美国约翰霍普金斯大学从事天体物理学方面的研究。2005年当选为中国科学院院士。